# 苏夏
苏夏（1924年10月25日—2020年4月30日）， 广东东莞人，中国作曲家、音乐理论家、教育家，中央音乐学院教授、博士生导师。

## 生平
1924年10月25日生于广东省东莞县虎门寨（一说1923年9月15日生于广州市）。1938年参加广东青年抗日先锋队，从事宣传活动，任国民革命军第十二集团军政工队队员。1941年在广东省立艺术专科音乐学校学习。1944年转赴广西桂林，继续从事抗战歌曲创作。同年冬考入重庆国立音乐院作曲系。1948年毕业于南京国立音乐院作曲专业，同年8月赴上海参加新音乐社工作。1949年8月随中华音乐院部分师生参加中央音乐学院筹建工作。
1949年10月中华人民共和国成立后，历任中央音乐学院讲师、副教授、作曲系作曲教研室主任，1983年升任教授。1986年，苏夏与丁善德、吴祖强、杜鸣心4人获国务院学位委员会批准成为首批中国音乐学科博士生导师。苏夏在教学中致力于建立具有中华民族文化特色的教学体系，一生培养了沈亚威、施光南、鲍元恺、郭文景、周龙、陈晓勇、唐建平、苏聪等众多学生。2005年获第五届“中国音乐金钟奖·终身成就奖”。
2020年4月30日7时12分在北京市广安门中医院病逝。

## 著作
- 《实用对位法》
- 《写对位》
- 《歌曲写作教程》
- 《和声的技巧》
- 《卡农曲作法》
- 《论中国现代音乐名家名作》[7]